# NGC 900
NGC 900 este o galaxie lenticulară situată în constelația Berbecul. A fost descoperită în 5 septembrie 1864 de către Albert Marth. Se află la o distanță de 131,25 de megaparseci de Pământ.